# Réserve de la biosphère Río Plátano
La réserve de la biosphère Río Plátano est située autour du fleuve Río Plátano (en), entre les départements de Colón et Gracias a Dios au Honduras. Elle est inscrite en tant que réserve de biosphère par l'UNESCO depuis 1980 et au patrimoine mondial de l'UNESCO depuis 1982. Elle est également inscrite sur la liste du patrimoine mondial en péril depuis 2011 après l'avoir été une première fois de 1996 à 2007. 
C'est une région de forêts tropicales de faible altitude. La diversité de la faune et de la flore y est très importante, et 2 000 indigènes y vivent encore.
Le paysage de la réserve est montagneux et se jette dans la mer des Caraïbes. C'est l'intrusion du commerce et de l'agriculture qui menacent cet environnement. Du bois y est souvent massivement et illégalement prélevé, notamment une variété d'acajou (Swietenia macrophylla). Il y a également un projet d'implantation d'une usine hydroélectrique.